# Paraplatoides tenerrimus
Paraplatoides tenerrimus là một loài nhện trong họ Salticidae.
Loài này thuộc chi Paraplatoides. Paraplatoides tenerrimus được Ludwig Carl Christian Koch miêu tả năm 1879.